# Ђуро Јанчић
Ђуро Јанчић (Потхум Плашчански, 16. август 1934) сликар је наиве.

## Биографија
Рођен је 16. августа 1934. године у Потхуму Плашчанском, општина Плашки у Краљевини Југославији. Цео Други светски рат провео је са мајком и сестром по збеговима, док му је отац био у немачком заробљеништву.
Због ратних прилика, тек је дванаестој години 1945. године пошао у основну школу, после које је завршио машинбраварски занат. По одслужењу војног рока био је запослен у Секретаријату унутрашњих послове у Загребу, а касније до одласка пензију 1985. године радио је у Фармацији, такође у Загребу.
Године 1988. са супругом преселио се у родно село, где је остао до хрватске злогласне операције „Олуја“ 1995. године, када је избегао у Нови Сад. На згаришту запаљене куће хрватске власти су му саградиле нову кућу у коју се вратио 2004. године, где живи са супругом као једини од бројне породице Јанчић.
Од детињства је показивао интерес за цртање. Док је живео у Загребу, редовно је посећивао ликовне изложбе. Нарочито су га занимале изложбе његовог друга Славка Столника, чувеног хрваског сликара наиве и вајара. У међувремену је упознао и Стјепана Бастала, наивног вајара код којег се окупљала пјелада наиваца и у том кругу добија подршку за даљи рад. Са изабраном колекцијом посетио је професора Крсту Хегедушића, сликара и графичара, од којег је добио врло повољне оцене, охрабрење и савет да претежно слика у сивој боји, која се разликује од осталих наиваца.
Од 1962. године интензивно се бавио сликањем, тако да је његов опус достигао преко 2000 слика. Његове слике налазе се на неколико континената. Имао је преко 200 заједничких и 25 самосталних изложби. Слике је највише продавао Аустрији, Немачкој, Италији и Швајцарској, чак и у Аустралији, где је као први наивац са ових простора самостално излагао. Канадски војници, коју су били у саставу УНПРОФОР-а у рату деведесетих година, куповали су његове слике.
Био је један од оснивача Друштва наивних сликара Хрватске, те је од 1964. године као члан Друштва учествовао на свим друштвеним изложбама и другим бројним манифестација наивне уметности у земљи и иностранству.
Био је један од иницијатора окупљања породице Јанчић, која има свој хуманитарни фонд, грб и заставу под којом се традиционално једном годишње свечано и помпезно окупља и раздрагано дружи
Добитник је бројних награда и јавних признања.